# 2081 (фільм)
2081 — короткометражна екранізація «Гаррісона Бержерона» Курта Воннеґута.

## Про фільм
Антиутопічне майбутнє, у якому завдяки 212-й поправці до Конституції та безперервній пильності Генерала гандикаперів США всі «нарешті рівні…».
Гирі, красиві маски та інтелектуальні навушники, які видають гучні звуки, щоб утримати розумників від «нечесного використання» свого мозку.

## Знімались
| Актор             | Роль                   |
| ----------------- | ---------------------- |
| Джеймс Космо      | Джордж Бержерон        |
| Джулі Гаґерті     | Гейзел Бержерон        |
| Армі Гаммер       | Гаррісон Бержерон      |
| Патрісія Кларксон | оповідачка             |
| Теммі Брюс        | генералка гандикапінгу |
| Тор Халворсен     | знавець по вибухівці   |
| Карім Фергюсон    | знавець по вибухівці   |